# Riederner Weiher
Der Riederner Weiher oder Zwinkweiher ist ein künstliches Gewässer bei Penzberg. Er entwässert in einen Graben in südlicher Richtung zur Loisach.
Der Weiher gehört zum FFH-Gebiet Moore um Penzberg.